# Hôpital militaire Saint Jean-Baptiste de Saint-Pierre
L'hôpital militaire maritime Saint Jean-Baptiste était le premier hôpital créé en Martinique le 3 août 1665 et se consacrant plus spécialement au soin des marins et soldats de la colonie, et comprenant une aile spéciale pour les esclaves. Il était installé au bout de la rue de l'hôpital dans le quartier du Mouillage à Saint-Pierre.

## Histoire
Dès 1639, sous les conseils de la Compagnie des îles d'Amérique, le gouverneur Jacques Dyel du Parquet songe à fonder un hôpital à Saint-Pierre. Sur recommandations du gouverneur général des Isles et Terre Ferme de l'Amérique, M. de Tracy, et du gouverneur de la Martinique M. de Clodoré, le conseil souverain décide le 3 août 1665 l'établissement d'un hôpital à Saint-Pierre, qui prend le nom d'hôpital Saint Jean-Baptiste et est confié aux Hospitalières de la Rochelle. Trois directeurs sont nommés pour gouverner l'établissement, percevoir les fonds et recevoir les aumônes. Le prix de la journée à l'hôpital est fixé à cinq livres de tabac. L’entretien et l’extension de l’hôpital Saint Jean-Baptiste sont assurés par les nombreuses maisons et terres de l’habitation-sucrerie "Trou Vaillant" (où naîtra la Distillerie Saint James), dont le morne éponyme surplombe l'hôpital. 
Le 5 novembre 1685, l'hôpital est confié aux Frères de la Charité qui bénéficient de privilèges de toutes natures, jouissent de gros revenus et qui, selon certaines plaintes de soldats envoyées au gouverneur général des îles du Vent en 1720, font payer des sommes exorbitantes aux malades qu'ils reçoivent. 
Louis XV offre à la Martinique sur sa cassette personnelle un second hôpital militaire érigé à Fort-Royal en 1723. Les deux hôpitaux se disputent alors souvent les legs de particuliers et les dotations de l'état.
Dans une lettre du 27 novembre 1723 au gouverneur général des îles du Vent, l'intendant des îles du Vent, Charles François Blondel de Jouvancourt, évoque sa visite à l'hôpital de Saint-Pierre et le souhait des frères de la Charité de reconstruire en maçonnerie les salles en bois de leur hôpital pour une y accueillir une centaine de lits, ce qui est réalisé à la fin de l'année 1725. 
La chapelle et une très grande partie de l'hôpital sont complètement détruits lors de l'incendie de Saint-Pierre du 29 janvier 1738. Seule une salle de vingt lits échappe au désastre, mais reste insuffisante pour recevoir tous les malades. Trop endettés pour pouvoir reconstruire un nouvel hôpital, les frères de la Charité demandent l'aide de l'état pour subvenir aux sommes nécessaires. Le gouverneur général Jacques-Charles Bochart de Champigny fait envoyer aux frères de la Charité du mobilier, des instruments médicaux et des médicaments par l'hôpital maritime de Brest. Le 31 janvier 1752 a lieu la pose de la première pierre de la chapelle du nouvel hôpital par le gouverneur général des îles du Vent, Maximin de Bompar. Le nouveau bâtiment est rebâti à peu près au même endroit que le précédent, mais plus reculé du centre du bourg, à une distance suffisante du morne qui le surplombe pour avoir le vent de terre qui rafraîchit les salles. Les salles des malades font vingt-quatre pieds de large et peuvent accueillir 160 lits avec une augmentation possible de 60 lits supplémentaires en cas de calamité.
À la suite de plaintes réitérées portées contre la mauvaise administration de l'hôpital et accusés de se livrer à divers commerces, les frères de la Charité sont expulsés pour quelques mois de la Martinique en décembre 1763. Ils sont rétablis dans l'administration de l'hôpital de Saint-Pierre le 1er mai 1764 sur ordre du  Secrétaire d'État à la Marine, le duc de Choiseul.
Le 24 octobre 1793, l'Assemblée représentative de la Martinique publie un arrêté signé par Rochambeau déclarant l'hôpital Saint-Jean-Baptiste propriété de la colonie.
Après le retour de la Martinique à la France en 1815, le gouvernement du roi Louis XVIII sollicite le concours des sœurs de Saint-Paul de Chartres, bien connues en France pour leur dévouement auprès des malades, pour soigner les soldats aux Antilles. Elles débarquent à Saint-Pierre en janvier 1818 et sont envoyées comme auxiliaires des Frères de la Charité à l'hôpital militaire Saint Jean-Baptiste. 
Selon le docteur Catel, pendant la fièvre jaune qui règne à la Martinique en 1838 et 1839, tous les infirmiers de l'hôpital de Saint Pierre, blancs, de couleur et noirs sont malades et personne n'échappe aux dangereux effets de l'infection.
Au cours du XIXe siècle, des modifications sont apportées au bâtiment comme l'indique un plan intitulé "projet pour 1848. Bâtiments militaires". 
La terrible nuée ardente émise au matin du 8 mai 1902 par la montagne Pelée laisse l'hôpital à l'état de ruines. Les aiguilles de l'horloge du fronton de la façade restent figées sur l'heure de la catastrophe à 7h52. 
Le site est ensuite occupé par le camp militaire Billotte et des vestiges de l'hôpital ruiné y étaient encore visibles, dont une partie d'un bâtiment au nord composé d'une longue galerie voûtée en berceau se prolongeant par des croisées d'ogives vers l'ouest et vers le sud. À l'est apparaissaient les murs d'un ancien bâtiment qui communiquait au nord avec une citerne voûtée. À l'est de la place d'Armes du camp, se trouvaient les restes d'un ponton qui permettait de relier l'hôpital au cimetière militaire situé derrière et destiné à accueillir les tombes de militaires. Le site est actuellement en cours de chantier afin de bâtir les locaux HQE de la résidence sous-préfectorale en réutilisant et intégrant dans le nouvel édifice les vestiges de l’ancien hôpital militaire détruit lors de l’éruption de 1902.

## Description
L'hôpital militaire Saint Jean-Baptiste était de plan rectangulaire régulier orienté nord-sud et mesurait 130 mètres de longueur et dix de largeur. Constitué d'un étage, ses murs avaient un mètre d'épaisseur au rez-de-chaussée et 0,50 mètre à l'étage. L'édifice principal se composait de trois grands corps de bâtiments parallèles, reliés par des galeries voûtées en plein cintre, faites de moellons et de pierres de taille, et dallées de marbre et parfois de terre cuite. 
En 1847, l'hôpital comprenait 7 salles et pouvait accueillir 200 militaires, 7 officiers et 193 soldats. Les logements des administrateurs et du personnel soignant (Le prévôt, le commis de l'entrepreneur, le concierge et les sœurs) sont inclus dans l'hôpital. Ce dernier est occupé de locaux fonctionnels : en dehors de la cuisine, de la buanderie, il s'y trouve une tisanerie, une pharmacie. 

## Organisation

### Directeurs administrateurs
- François Le Vassor de La Touche : 3 août 1665 - 1700
- Frère Prosper Loché : 1720
- Père Ignace Dubois : 1724
- Frère Justin Pecoul : 1746
- Frère Edmond : 1763

### Médecins
Chirurgien :
- Père Policarpe : 1788

Chef du service médical :
- Dr Albert Clarac, médecin principal des colonies : 1890 - 1894

### Dames hospitalières de la congrégation de Saint-Paul
- Sœur Louise-Maria Mas, supérieure : 1893
- Sœur Antoinette Béard : 1893
- Sœur Saint-Edme Boulay : 1893
- Sœur Daniel Roddier : 1893

Aumônier des hôpitaux : 
- Jules Riou : 1893